# Gas combustible

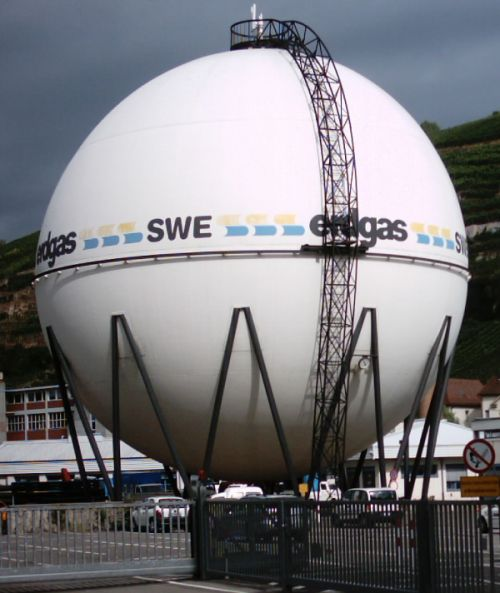
Un modern contenidor d'emmagatzematge de gas

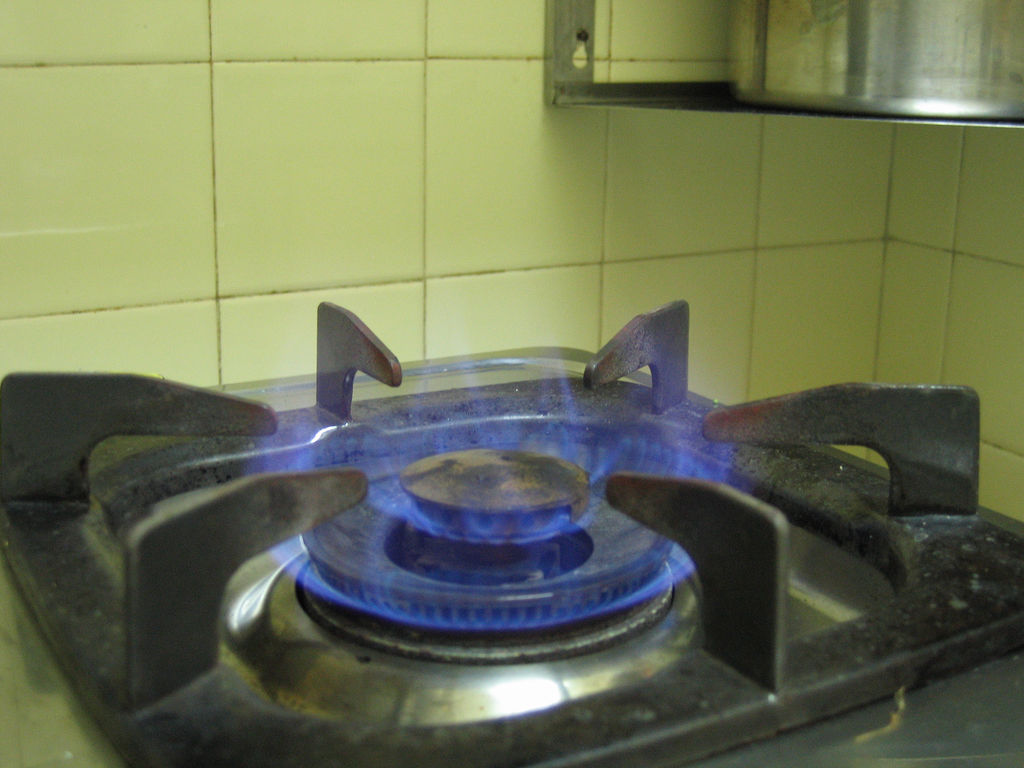
Cuina de gas

Un  gas combustible  és un gas que s'utilitza com a combustible per produir energia tèrmica mitjançant un procés de combustió.
Obtinguts de manera natural
- Gas natural (el major component és el metà) que és el més habitual.

Obtinguts per síntesi
- Gas ciutat (H₂ i CO₂), també conegut com a gas d'hulla o gas ciutat.
- Gas d'aigua (H₂, CO i CO₂).
- Gas de fusta (N₂ i CO + parts mínim. H₂ i CO₂).

Obtinguts per destil·lació
- Gas Blau, 50% d'olefines, 37% de metà i altres alcans, 6% d'hidrogen i la resta aire.

Obtinguts per destil·lació fraccionada
- Gas liquat del petroli (GLP), com propà o butà. S'obtenen majoritàriament en la destil·lació fraccionada del petroli. Una altra part és obtinguda en separar-lo del gas natural.

Obtinguts d'altres maneres
- Hidrogen gasós. S'obté a partir de l'electròlisi de l'aigua invertint energia elèctrica, oa partir de gas natural.[1] És un vector energètic i no una font d'energia primària. Pot arribar a ser utilitzat en el futur com a gas combustible amb una millora de la tecnologia.
- HCNG